# Stien Baasová-Kaiserová
Christina Wilhelmina „Stien“ Baasová-Kaiserová (20. května 1938 Delft – 23. června 2022 Baarn), rozená Kaiserová, byla nizozemská rychlobruslařka.
Prvních mezinárodních závodů se zúčastnila v roce 1964, roku 1965 startovala na Mistrovství světa ve víceboji, kde získala bronzovou medaili. Tu následující rok obhájila a v letech 1967 a 1968 šampionát vyhrála. Ze Zimních olympijských her 1968 si odvezla dvě bronzové medaile ze závodů na 1500 a 3000 m, na tratích 1000 a 500 m byla desátá, respektive čtrnáctá. V letech 1969 až 1972 získala na mistrovství světa ve víceboji čtyři stříbrné medaile. Stejný kov vybojovala na premiérovém Mistrovství Evropy 1970. Roku 1971 byla čtvrtá na Mistrovství světa ve sprintu. Na zimní olympiádě 1972 vyhrála závod na 3000 m, na poloviční trati byla druhá. Po sezóně 1971/1972 ukončila sportovní kariéru.
Zemřela v červnu 2022 ve věku 84 let.